# Henrietta (New York)
Pour les articles homonymes, voir Henrietta.
Henrietta est une ville située dans le comté de Monroe, dans l’État de New York, aux États-Unis. Le recensement de 2010 a indiqué une population de 42 851 habitants. De nos jours, Henrietta est une banlieue de Rochester, le siège du comté.

## Histoire
À l’origine, la ville faisait partie de Pittsford. Empêchés de prendre part à un vote, les habitants ont fait sécession en 1818. Ils ont nommé la ville en hommage à Henrietta Laura Pulteney, comtesse de Bath, Angleterre, fille de l’investisseur William Johnstone Pulteney, qui avait acheté de vastes portions de terrain dans cette partie de l’État.
Les premiers pionniers sont arrivés dans les années 1790 mais le peuplement n’a vraiment commencé qu’en 1806, surtout par des immigrants britanniques. À l’époque, la communauté vit de l’agriculture et du bois. La première école voit le jour en 1809.

## Enseignement
La ville est le siège du Rochester Institute of Technology.

## À noter
Antoinette Brown Blackwell, la première femme à avoir été ordonnée prêtre aux États-Unis, est née à Henrietta le 20 mai 1825.

## Source
- (en) Cet article est partiellement ou en totalité issu de l’article de Wikipédia en anglais intitulé « Henrietta, New York » (voir la liste des auteurs).